# Luitpoldbrücke (Freising)

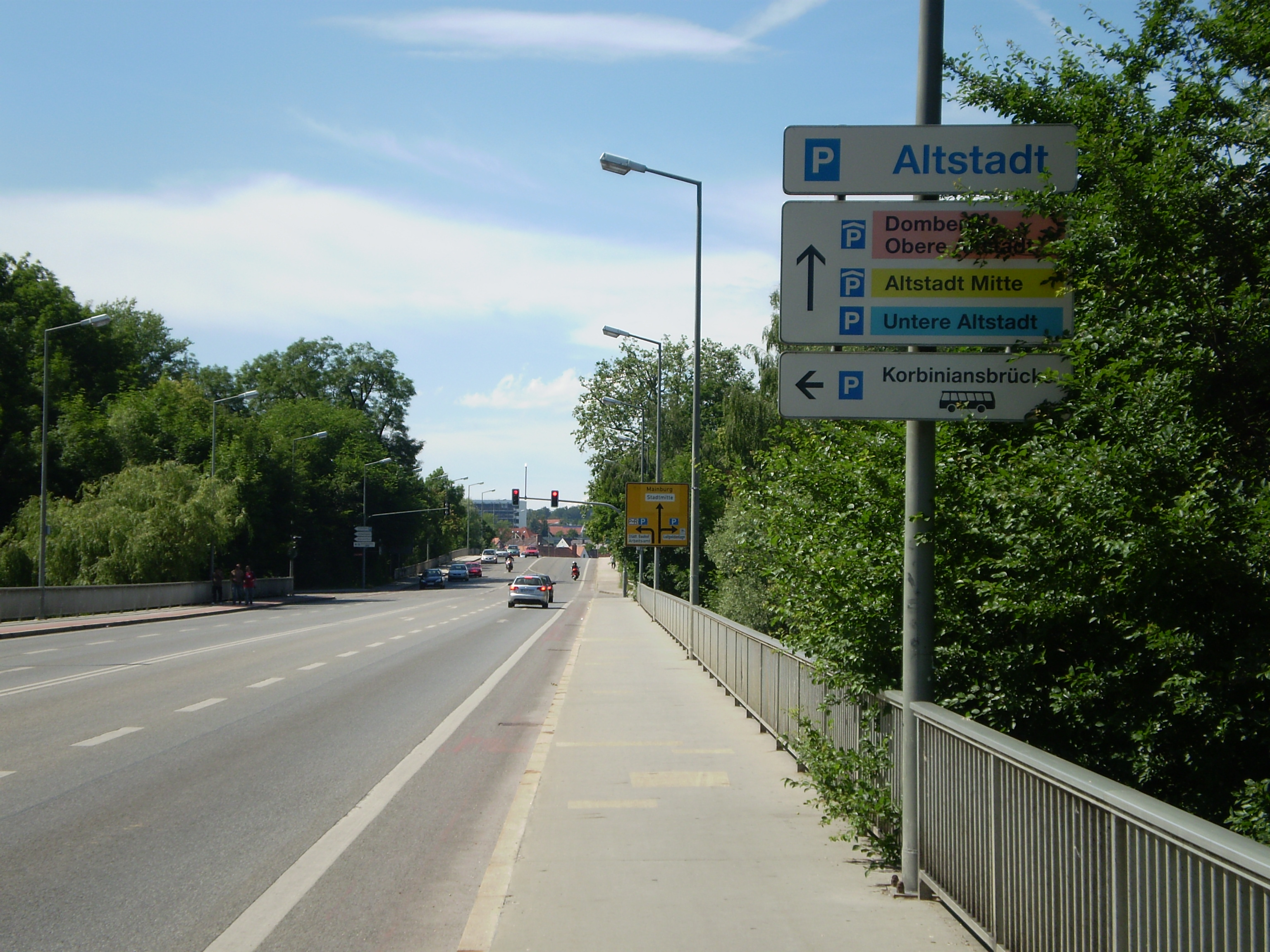
Die Luitpoldbrücke im Jahr 2008

Die Luitpoldbrücke ist eine 176 m lange Straßenbrücke über die Isar in der Stadt Freising. Die vierspurig ausgebaute Betonbalkenbrücke beim Isar-Kilometer 113,4 führt die Isarstraße vom westlichen Brückenkopf an der Luitpoldstraße über den Fluss. Die Luitpoldbrücke liegt nur rund zweihundert Meter flussabwärts von dem ältesten Isarübergang in Freising, der Korbinianbrücke, und hat deren Verkehr weitgehend übernommen.
Seit 2022 werden die Brückekappen saniert und verbreitert um Platz für einen kombinierten Geh- und Radweg zu schaffen.